# 2008年夏季残疾人奥林匹克运动会博茨瓦纳代表团
2008年夏季残疾人奥林匹克运动会博茨瓦纳代表团是博茨瓦纳派出的2008年夏季残疾人奥林匹克运动会代表团。未获得奖牌。